# Прекрасные белки
Прекрасные белки (лат. Callosciurus, от др.-греч. κᾰλός σκίουρος «прекрасная белка») — род грызунов из подсемейства Callosciurinae семейства беличьих. Основное место обитания — Юго-Восточная Азия, хотя некоторые виды встречаются в Непале, на северо-востоке Индии, в Бангладеш и на юге Китая. Род насчитывает 15 видов и около 75 подвидов.
Длина тела данной белки составляет от 13 до 27 см, не считая хвоста длиной от 13 до 27 см. Обычно имеют тусклый окрас оливково-коричневых, чёрных и серых оттенков, иногда с белёсой полосой, но встречаются и яркие окрасы. Например, у белки Палласа спина неприметного серо-оливкового цвета, но на животе шерсть очень часто бывает ярко-красная. У белки Превоста чёрная спина, чисто-белые бока и ярко-рыжее брюшко.
Большинство прекрасных белок обитают в тропических лесах, но их можно иногда встретить и в городских парках. Они селятся на деревьях и питаются орехами, фруктами и семенами, насекомыми и птичьими яйцами. У самок рождается 1—5 детёнышей.

## Виды
База данных Американского общества маммологов (ASM Mammal Diversity Database) признаёт 15 видов прекрасных белок:
- Пятнистоухая белка (Callosciurus adamsi), северо-запад Калимантана;
- Кинабалуйская белка (Callosciurus baluensis), северо-запад Калимантана;
- Седая белка (Callosciurus caniceps), Мьянма, Таиланд, полуостров Малакка;
- Краснобрюхая белка (Callosciurus erythraeus), юг Китая, Тайвань, Хайнань, Юго-Восточная Азия;
- Белка Финлайсона (Callosciurus finlaysonii), Мьянма, Таиланд, Камбоджа;
- Callosciurus honkhoaiensis, юг Вьетнама;
- Очковая белка (Callosciurus inornatus), Юньнань, Лаос, Вьетнам;
- Чернобрюхая белка (Callosciurus melanogaster), острова Ментавай;
- Чернополосая белка (Callosciurus nigrovittatus), полуостров Малакка, Ява, Суматра, Калимантан, множество мелких островов;
- Трёхцветная белка (Callosciurus notatus), полуостров Малакка, Ява, Суматра, Калимантан, Бали, Ломбок, множество мелких островов;
- Калимантанская прекрасная белка (Callosciurus orestes), северо-запад Калимантана;
- Белка Файрея (Callosciurus phayrei), юг Мьянмы;
- Белка Превоста (Callosciurus prevostii), полуостров Малакка, Суматра, Калимантан, множество мелких островов, интродуцирована на Сулавеси;
- Ирравадийская белка (Callosciurus pygerythrus), Непал, северо-восток Индии, Бангладеш, Мьянма;
- Белка Андерсона (Callosciurus quinquestriatus), Юньнань и Мьянма.

Беловатая белка (Callosciurus notatus albescens), обитающая на Суматре, иногда рассматривается как самостоятельный вид, в частности, её видовую самостоятельность признают Красная книга МСОП и справочник Mammal Species of the World; Американское общество маммологов считает беловатую белку подвидом трёхцветной. 